# Biosimilar
Biosimilar är biologiska läkemedel som godkänts genom ett förfarande som delvis liknar det som används för generiska läkemedel. Det innebär att det läkemedelsföretag som söker om ett sådant godkännande åberopar effekt och säkerhetsdokumentationen för ett originalläkemedel. Till skillnad från generiska läkemedel räcker det dock inte med kemisk och farmaceutisk dokumentation (s.k. kvalitetsdokumentation) för den egna produkten. Komplexiteten hos de biologiska aktiva beståndsdelarna gör att de inte automatiskt kan antas ha exakt samma biologiska verkan. Kompletterande studier krävs därför för att säkerställa att den framställningsmetod som används ger en tillräckligt likvärdig produkt.
De läkemedel som hittills (december 2022) godkänts enligt detta förfarande i Sverige har inte av Läkemedelsverket ansetts som utbytbara mot originalläkemedlet.

## Exempel på biosimilars
- Omnitrope (somatropin) världens första biosimilar lanserades 2006.